# Letnie Mistrzostwa Polski w Skokach Narciarskich 1997
2. Letnie Mistrzostwa Polski w Skokach Narciarskich – zawody o mistrzostwo Polski w skokach narciarskich na igelicie, które odbyły się 12 października 1997 roku na Średniej Krokwi w Zakopanem.
W konkursie o mistrzostwo Polski zwyciężył Adam Małysz, srebrny medal zdobył Krystian Długopolski, a brązowy - Wojciech Skupień.

## Wyniki konkursu
| Miejsce  | Zawodnik                     | Klub              | Skok 1 | Skok 2 | Punkty |
| -------- | ---------------------------- | ----------------- | ------ | ------ | ------ |
| 1. (1.)  | Adam Małysz                  | KS Wisła Wisła    | 82,0   | 88,0   | 232,0  |
| 2. (2.)  | Krystian Długopolski         | Start Zakopane    | 81,0   | 81,5   | 216,5  |
| 3. (3.)  | Wojciech Skupień             | WKS Zakopane      | 79,0   | 83,0   | 213,5  |
| 4. (4.)  | Robert Mateja                | TS Wisła Zakopane | 80,0   | 81,5   | 212,0  |
| 5. (8.)  | Andrzej Młynarczyk           | Start Zakopane    | 76,0   | 82,5   | 205,0  |
| 6. (13.) | Aleksander Bojda             | KS Wisła Wisła    | 73,0   | 76,5   | 188,5  |
| 7. (18.) | Marcin Sitarz                | Start Zakopane    | 71,5   | 73,5   | 175,0  |
| 8. (19.) | Bartłomiej Gąsienica-Sieczka | WKS Zakopane      | 71,0   | 73,0   | 174,0  |

W konkursie wzięło udział 53 zawodników. W nawiasach podano miejsce zajęte w zawodach z uwzględnieniem zagranicznych zawodników.